# Великі Укі
Великі Укі (рос. Большие Уки) — село у Великоуківському районі Омської області Російської Федерації.
Муніципальне утворення — Великоуківське сільське поселення. Населення становить 3892 особи.

## Історія
Згідно із законом від 30 липня 2004 року входить до складу муніципального утворення Великоуківське сільське поселення.

## Населення
| 1926  | 1939  | 1959  | 1970  | 1979  | 1989  | 2002  |
| ----- | ----- | ----- | ----- | ----- | ----- | ----- |
| 1554  | ↗2238 | ↗2895 | ↗3575 | ↗4766 | ↗5719 | ↘4384 |
| 2010  | 2011  | 2012  | 2013  | 2014  | 2015  | 2016  |
| ↘4157 | ↘4142 | ↘4102 | ↘4085 | ↘4058 | ↘4024 | ↘4008 |
| 2017  |       |       |       |       |       |       |
| ↘3968 |       |       |       |       |       |       |